# The Glory of Clementina (film 1915)
The Glory of Clementina è un cortometraggio muto del 1915 diretto da Ashley Miller che si basa sull'omonimo romanzo di William John Locke, pubblicato a New York nel 1911. Nel 1922, ne sarebbe stato fatto un rifacimento sempre con il titolo The Glory of Clementina, diretto da Émile Chautard.

## Produzione
Il film fu prodotto dalla Edison Company.

## Distribuzione
Distribuito dalla General Film Company, il film - un cortometraggio in due bobine - uscì nelle sale cinematografiche statunitensi il 12 febbraio 1915.